# Bocholt
Bocholt (nizkonemško Bokelt) je mesto v Severnem Porenju - Vestfaliji v Nemčiji, nedaleč od meje z Nizozemsko. Je največje mesto okrožja Borken in za Aachnom drugo največje nemško mesto ob nizozemski meji.
Kulturno in politično Bocholt spada v zahodni Münsterland, medtem ko je zemljepisno že del Spodnjerenske nižine. Njegovo podnebje je zmerno z razločnimi obmorskimi vplivi; zaradi nizke nadmorske višine in bližine oceana brez reliefnih preprek so zime med najmilejšimi v Nemčiji, poletja pa zmerno topla. Skozi mesto teče reka Bocholter Aa.
Prve omembe mesta se pojavljajo v letopisih Annales regni Francorum iz 8. in 9. stoletja pod imenom »Bohholz«. Mestne pravice je prejel od münsterskega škofa leta 1222. Ime mesta se ponavadi razlaga kot Buchholz – »bukovina«, kar podpirajo srednjeveški pečati, na katerih je upodobljeno to drevo. Mesto je doživelo razcvet v 15. stoletju, nakar sta osemdesetletna in tridesetletna vojna povzročili njegov zaton, od katerega si ni opomoglo še stoletja. Med letoma 1803 in 1810 je bilo prestolnica kratkotrajne Kneževine Salm. Industrializacija v drugi polovici 19. stoletja je prinesla vzpon predvsem tekstilne industrije, s tem pa porast prebivalstva in razvoj infrastrukture. Med drugo svetovno vojno je bombni napad 22. marca 1945 porušil okoli 85 % Bocholta. Opustošeno mesto so 29. in 30. marca zavzele britanske sile. Po vojni, ko je bilo del britanske okupacijske cone, je v nekdanjem taborišču za vojne ujetnike (stalagu) delovalo taborišče za nastanitev prisilno razseljenih ljudi.
Največja delodajalca v Bocholtu sta proizvajalec brezžičnih in pametnih telefonov Gigaset Communications (prej Siemens Home and Office Communication Devices) ter proizvajalec menjalnikov Flender GmbH (nekdaj Siemens Mechanical Drives). Mesto je tudi nakupovalno središče za prebivalce zahodnega Münsterlanda in posebej sosednje Nizozemske.
Mesto Bocholt sestavlja enajst naselij: Barlo, Biemenhorst, Bocholt, Hemden, Holtwick, Liedern, Lowick, Mussum, Spork, Stenern in Suderwick.